# Charles Philippe Robin
Charles Philippe  Robin (ur. 4 czerwca 1821 w Jasseron, zm. 6 października 1885) – francuski lekarz i biolog.

## Życiorys
Pochodził z bogatej rodziny, w której było wielu lekarzy. Robin po ukończeniu Collège Royal of Lyons również studiował medycynę w Paryżu. Jeszcze jako student odbył naukową podróż z Hermannem Lebertem do Normandii i Wysp Normandzkich, gdzie zebrał próbki do Muzeum Orfila. W 1846 r. otrzymał doktorat z medycyny, a później także tytuł profesora historii naturalnej, anatomii i histologii. Był członkiem Académie Nationale de Médecine (1858) i Francuskiej Akademii Nauk (1866). Podczas wojny francusko-pruskiej pełnił funkcję dyrektora wojskowego korpusu medycznego, a w 1873 r. został mianowany dyrektorem laboratorium zoologii morskiej w Concarneau. Był jednym z założycieli Société de biologie. Do końca życia pozostał bezżenny.

## Praca naukowa
Robin jako pierwszy we Francji wprowadził zastosowanie mikroskopu w anatomii normalnej i patologicznej. W latach 1845–1846 publikował artykuły o układzie limfatycznym i żylnym zwierząt morskich, mechanizmie rozrodczym kałamarnicy, anatomii porównawczej narządów płciowych, budowie tkanki włóknistej oraz morfologi różnych pasożytów zwierząt i roślin. Jego początkowe badania wykazały dwie  jego cechy, umiejętne wykorzystanie mikroskopu i podejście porównawcze do przedmiotu badań. Jako pierwszy opisał Oidium albicans (obecnie Candida albicans) i pleśniawkę jako pasożytniczą chorobę wywołaną przez tego grzyba. Później zajął się badaniem histologii układu nerwowego kręgowców i mikroskopijną strukturą guzów. Doszedł do wniosku, że do badania organizmów nie wystarczy już obserwacja mikroskopowa i konieczne są badania biochemiczne. Przy ówczesnym poziomie rozwoju nauki okazało się to jednak bardzo trudne i doprowadziło Robina do błędnej interpretacji niektórych zjawisk. Realizując swój ambitny program badań histologicznych i biochemicznych Robin popełnił poważne błędy, ale dokonał także szeregu ważnych odkryć. M.in. opisał rolę osteoklastów w tworzeniu kości, zmiany śluzu macicy podczas ciąży i niektóre nowe fakty na temat mikroskopijnej struktury układu nerwowego.
Jego badania były cennym wkładem w naukę, ale w ostatnich latach życia nie ustrzegł się także błędów. Sprzeciwił się patologii komórkowej Virchowa, nie zaakceptował nowoczesnych metod badań histologicznych, a także sprzeciwiał się odkryciom mikrobiologicznym Pasteura. Gdy w 1873 r. została opublikowana jego praca Anatomie et physiologie cellulaires, nawet jego uczniowie go porzucili. Jego nauczanie nie odzwierciedlało już współczesnej myśli naukowej.
Opisał nowe taksony grzybów. W ich naukowych nazwach dodawane jest jego nazwisko C.P. Robin.